# Cantonul Castelnau-de-Montmiral
Cantonul Castelnau-de-Montmiral este un canton din arondismentul Albi, departamentul Tarn, regiunea Midi-Pyrénées, Franța.

## Comune
| Comune                  | Populație (1999) | Cod poștal | Cod INSEE |
| ----------------------- | ---------------- | ---------- | --------- |
| Alos                    | 103              | 81140      | 81007     |
| Andillac                | 120              | 81140      | 81012     |
| Cahuzac-sur-Vère        | 1.072            | 81140      | 81051     |
| Campagnac               | 123              | 81140      | 81056     |
| Castelnau-de-Montmiral  | 1.005            | 81140      | 81064     |
| Larroque                | 170              | 81140      | 81136     |
| Montels                 | 106              | 81140      | 81176     |
| Puycelsi                | 474              | 81140      | 81217     |
| Saint-Beauzile          | 120              | 81140      | 81243     |
| Sainte-Cécile-du-Cayrou | 122              | 81140      | 81246     |
| Le Verdier              | 232              | 81140      | 81313     |
| Vieux                   | 180              | 81140      | 81316     |